# Lótuszfélék

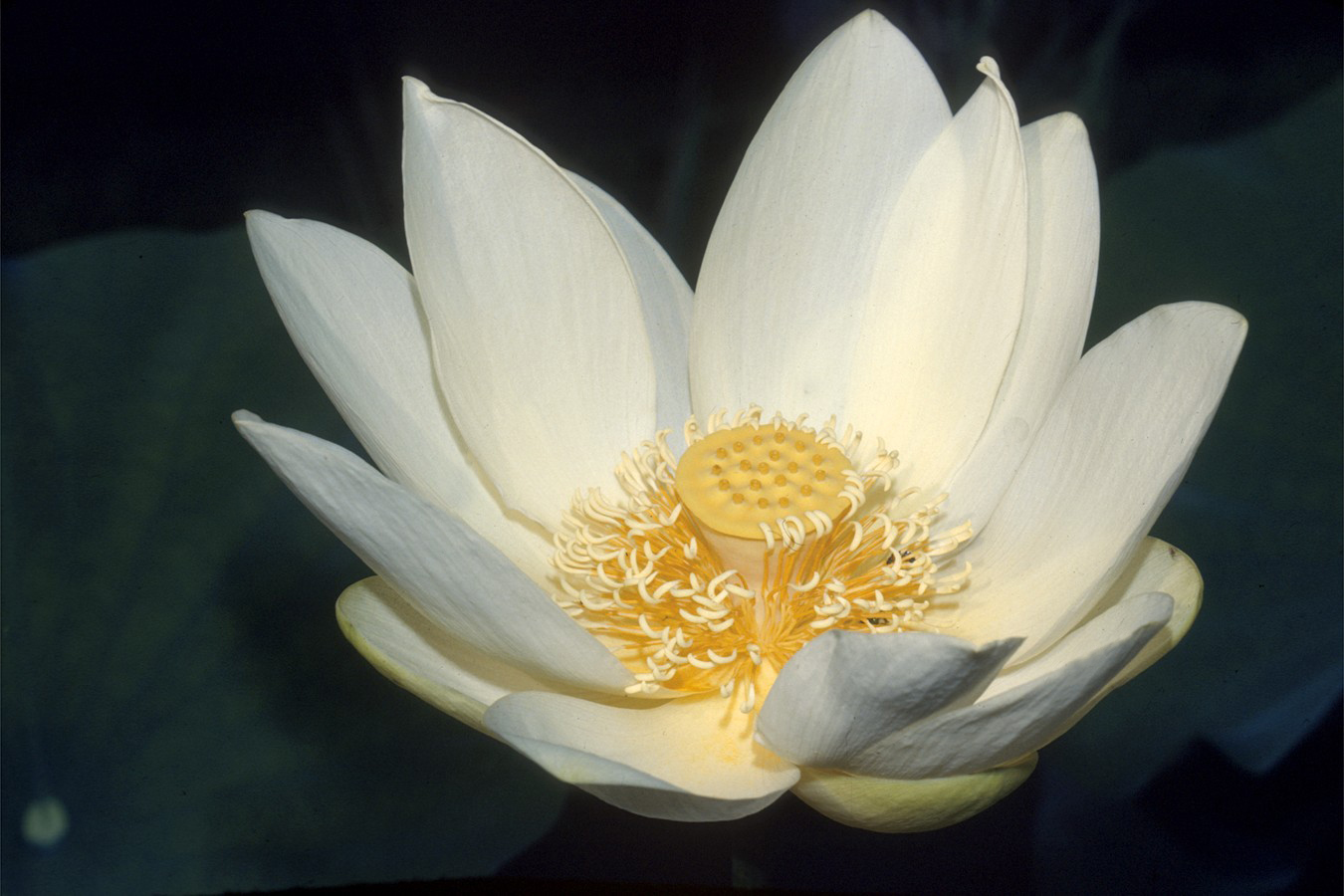
Az amerikai lótusz (Nelumbo lutea) virágai sárgásak–fehéresek.

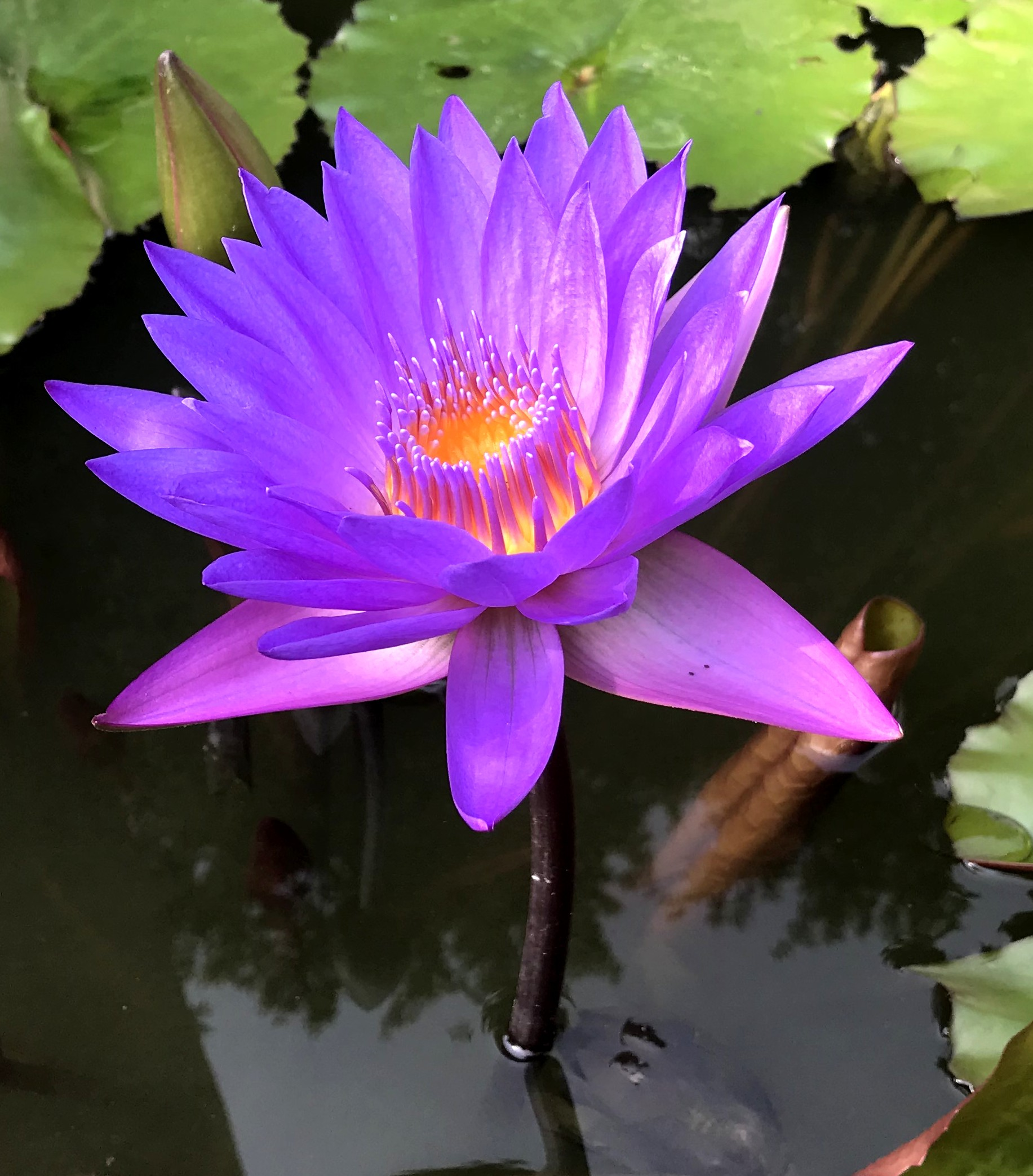
Lótusz Indonéziában

A lótuszfélék (Nelumbonaceae) a valódi kétszikűek (Eudicotyledonopsida, Eudicotyledonae) próteavirágúak rendjének (Proteales) egyik családja. A családba csak egyetlen nemzetség tartozik, a lótusz (Nelumbo), amelynek két faja ismert: az indiai lótusz (Nelumbo nucifera Gaertn.) és az amerikai lótusz (Nelumbo lutea Willd.). A családot főképp virágszerkezetük alapján korábban a tündérrózsafélékkel (Nymphaeaceae) hozták rokonságba: vagy a tündérrózsafélék egyik alcsaládja volt Nelumboideae néven, vagy külön családi rangot kapott, de akkor is a tündérrózsák közelében helyezték el őket.
A molekuláris kladisztika eredményei rávilágítottak arra, hogy valójában a csoport nem a tündérrózsákkal áll szoros rokonsági kapcsolatban, hanem a platánfélékkel (Platanaceae) és a próteafélékkel (Proteaceae), amelyekkel együtt a próteavirágúak rendjébe (Proteales) vonják. Ezekkel a családoknak nem sok közös morfológiai sajátosságuk akad, így ennek a rendnek a létrehozatala jól bizonyítja a molekuláris kladisztikus taxonómia előnyeit a hagyományos morfológiai alapú rendszerekhez képest.

## Sajátosságaik
A lótuszok vízi–mocsári növények. Nagyméretű leveleik a víz felszíne fölé emelkednek; jellemző rájuk, hogy nagy, pajzs alakúak, szélük ép, felületük erősen viaszos, erezetük pedig villás. Levélnyelük a levéllemez közepénél ízesül. Virágtakaró-rendszerük kettős. Sziromleveleik és porzóik – a tündérrózsafélék virágához hasonlóan – spirális elrendeződésűek. A bibék széthajlók, hosszú felületűek, a bibeszál szinte teljesen redukálódik, így a bibék szinte közvetlenül a magház külső felületén ülnek (ún. ülő bibe). A termőtáj apokarp. A szabadon álló nagy számú termőlevelük a kiszélesedett termőlevelek között tovább növő virágtengelybe ágyazódik. A locsolókanna rózsájára emlékeztető képződmény likacsain tekintenek ki a bibék, majd később a makktermések, melyek éretten kihullanak. Magvaik nagyon hosszú ideig megőrzik csíraképességüket. Egy 1288 éves indiai lótusz magvát – melynek korát radiokarbon-módszerrel határozták meg – még sikerült kicsíráztatni. A magvakban nagy sziklevél található, de a táplálószövet (endospermium) teljesen hiányzik.

## Fajok
A lótuszfajok már a kréta kor óta ismeretesek, a harmadkorban, főképp az eocénban voltak igazán elterjedtek. Mára csak egy kétfajú nemzetségük maradt.

### Az indiai lótusz(Nelumbo nucifera)
Az indiai lótusz Dél-, Délkelet-Ázsiában és Észak-Ausztráliában honos faj. Gyönyörű virágainak fehér, rózsaszínes vagy egészen piros virágai vannak. A faj minden része ehető. A növény az ősi keleti vallásokban a megtisztulás és az újjászületés jelképe. Virága a buddhizmus egyik fő szimbóluma.

### Az amerikai lótusz(Nelumbo lutes)
Az amerikai lótusz Észak-Amerika atlantikus területein őshonos. Szirmai az előbbi fajjal ellentétben sárga színűek. Ugyancsak emberi fogyasztásra alkalmas faj: gyöktörzse sütve édesburgonya ízű, míg magvai gesztenyeízűek.

### A havasi lótusz
A havasi lótusz azon nagyon kevés növények egyike, amelyek képesek megélni a Tien-san hegység hóhatára fölött, a ritka levegő, a kemény hideg és a fokozott ibolyántúli sugárzás együttes hatása alá teremtett viszonyok között. A hegyi törzsek előszeretettel vásárolják a gyógynövénygyűjtőktől a szárított hegyi lótuszt, majd alkoholban áztatják és az így kapott tinktúrával kúrálják a hátfájást, a reumát és a csúzt.

## Jelentése
Nem sok olyan kiemelkedő spirituális szimbólum létezik, mint a lótuszvirág. A növény, amely képes minden nap a sötét, zavaros vízből újjászületni és csodálatos látványt nyújtani. 
Kiemelkedő szimbóluma a buddhista és egyiptomi kultúrának, valamint Vietnám és India nemzeti virága. Az egyik legszentebb virág, amely több ezer éves keleti kultúrát ölel fel. 